# Darracq Type C
La Type C era un'autovettura di fascia medio-bassa prodotta dal 1901 al 1905 dalla Casa automobilistica francese Darracq.

## Profilo
La Type C può considerarsi la prima vettura di gran successo prodotta dalla Casa di Suresnes. Infatti gli inizi non furono incoraggianti: i primi modelli si rivelarono un vero fiasco o quasi. La realizzazione della Type C, invece, fu condotta con gran maestria, grazie anche a scelte propagandistiche azzeccate e più in generale ad un'azzeccata politica commerciale. La vettura era affidabile, economica e venduta ad un prezzo tutto sommato concorrenziale.

La Type C era una vetturetta disponibile sia come single-phaeton, sia come tonneau.

Era equipaggiata da un monocilindrico di origine De Dion-Bouton da 786 cm³, lo stesso che equipaggiava le De Dion-Bouton Type K1. Tale propulsore erogava una potenza massima di 6.5 CV, leggermente depotenziato, quindi, rispetto alla stessa unità che equipaggiava la sua più diretta rivale.

La trasmissione era affidata ad un doppio albero cardanico e la leva del  cambio era sistemata in posizione insolita all'epoca, e cioè sotto il volante.

Il successo non tardò ad arrivare e nel 1905, alla fine della sua produzione, ne furono prodotti circa 1200 esemplari.

La Type C fu sostituita nel 1906 dalla Darracq Type X.